# Lasioglossum pendschakenticum
Lasioglossum pendschakenticum is een vliesvleugelig insect uit de familie Halictidae. De wetenschappelijke naam van de soort is voor het eerst geldig gepubliceerd in 1935 door Blüthgen.